# Mont Kauffman
Pour les articles homonymes, voir Kaufman.
Le mont Kauffman est un volcan situé dans la chaîne Ames en Antarctique. Il est séparé du mont Kosciusko par la vallée Brown et la crête Gardiner.
Il a été cartographié par l'USGS à partir de relevés de terrain et de photos aériennes de l'US Navy en 1964-1968. Il a été nommé par l'US-ACAN d'après le capitaine de frégate, S.K. Kauffman de l'US Navy, un fonctionnaire du génie civil qui a supervisé la planification et la construction de la station Plateau, en 1965–1966.
Le mont Kauffman se compose d'un volcan bouclier qui peut être actif. Il a une caldeira sommitale d'une largeur de trois kilomètres. Une activité mineure de fumerolles a été observée en 1977.

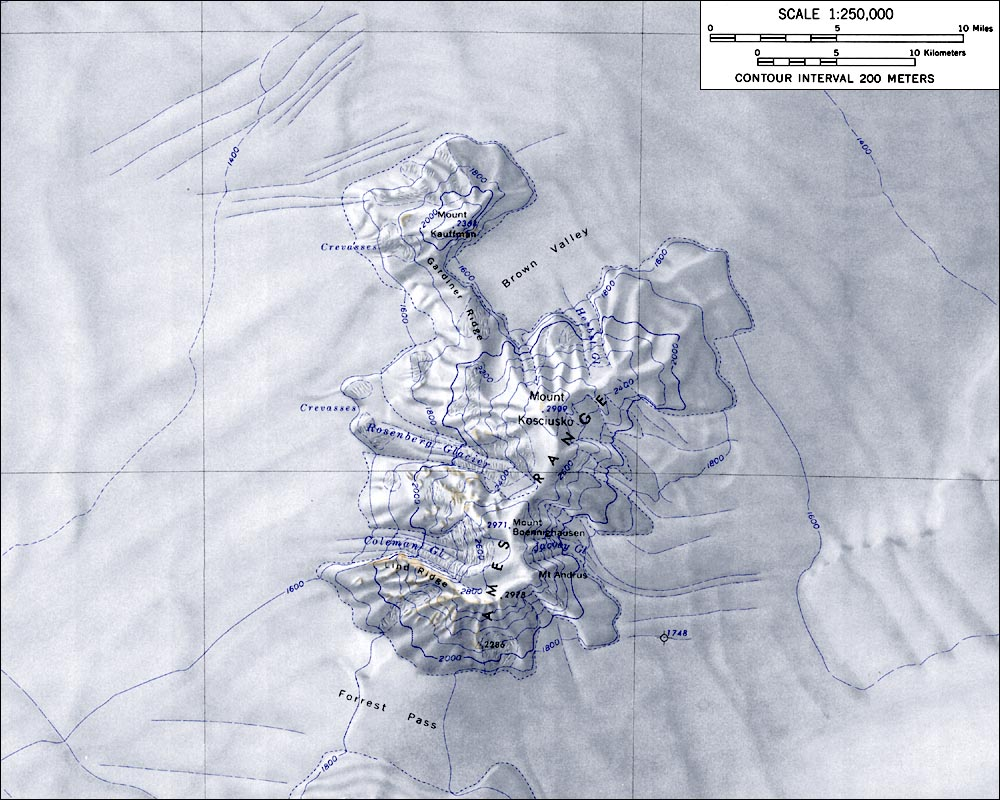
Carte topographique de la chaîne d'Ames (échelle 1/250000) extraite de l'USGS Mount Kosciusko.